# Lista organów piszczałkowych
Organy piszczałkowe to instrument muzyczny dęty, klawiszowy, największy rozmiarami, najbogatszy pod względem dynamiki, barwy brzmienia, o najszerszej skali dźwiękowej i najbardziej skomplikowanej budowie. Organy nieprzenośne ustawione są w budynku lub w plenerze na stałe i często stanowią istotny element wystroju wnętrza lub krajobrazu. Konstrukcja organów nie jest ujednolicona: organy małe, o gabarytach szerokiej szafy odzieżowej mają kilkadziesiąt piszczałek, a organy wielkie zajmują powierzchnię kilkudziesięciu metrów kwadratowych, osiągają wysokość kilkunastu metrów i mają kilkadziesiąt tysięcy piszczałek.

## Największe organy piszczałkowe
Niejednolita struktura głosów organowych bywa przyczyną sporów dotyczących rankingów wielkości organów piszczałkowych. W rankingach organów podaje się kilka parametrów – ilość głosów, ilość rzędów, ilość piszczałek, ilość nieoddzielonych sekcji (zespołów brzmieniowych), ilość klawiatur.
Piszczałki organowe ustawione są w rzędy odpowiadające dźwiękom skali chromatycznej gamy C-dur i zazwyczaj obejmują pięć oktaw, czyli 61 piszczałek. Rzędy piszczałek tworzą głosy organowe; niektóre głosy obejmują mniej niż 5 oktaw, inne więcej. Niektóre głosy (np. mikstury) składają się z kilku rzędów piszczałek. Istnieje zatem możliwość, że dwa instrumenty o 10 głosach będą miały diametralnie różną ilość pojedynczych piszczałek, a informacje o całkowitej ilości piszczałek w organach są często niedostępne.
Niektóre instrumenty budowane są jako zespoły organowe (np. zespół organowy w bazylice licheńskiej, organy katedry w Paderborn, organy katedry w Kolonii), których poszczególne i wyposażone we własne stoły gry części mogą funkcjonować zarówno jako osobne organy, jak i jako zespoły brzmieniowe głównego instrumentu. Inne, dzięki zastosowaniu traktury elektrycznej, mogą mieć jeden stół gry i zespoły brzmieniowe umieszczone w znacznej odległości od głównego instrumentu (np. organy katedry we Fromborku, organy Wanamakera w Filadelfii).

### Na świecie
Poniższe zestawienie prezentuje instrumenty z całego świata, posiadające ponad 100 głosów, które mogą być obsługiwane z jednego stołu gry, niezależnie od tego, czy instrument składa się z jednego czy większej ilości części i niezależnie od rodzaju traktury.
Opis kolumn w tabelach: Miejsce – budynek, w którym znajduje się instrument, Rok – rok, w którym instrument został oddany do użytku po raz pierwszy, Głosy – całkowita ilość głosów, Rzędy – ilość rzędów piszczałek, Manuały – ilość klawiatur ręcznych, TG – rodzaj traktury gry (m – mechaniczna, p – pneumatyczna, e – elektryczna, ep – elektropneumatyczna), TR – rodzaj traktury rejestrowej, Źródła – przypisy bibliograficzne, Uwagi – dodatkowe informacje (link do głównego artykułu, uwagi dotyczące danego wpisu; nie opis).
| Miejsce                                                            | Rok  | Głosy | Rzędy | Piszczałki | Manuały | TG | TR | Źródła        | Uwagi   |
| ------------------------------------------------------------------ | ---- | ----- | ----- | ---------- | ------- | -- | -- | ------------- | ------- |
| Dom towarowy Macy's w Filadelfii, PA (USA)                         | 1904 | 401   | 464   | 28750      | 6       | ep | ep | [ 12 ]        |         |
| Hala widowiskowo-sportowa Boardwalk Hall w Atlantic City, NJ (USA) | 1932 | 314   | 449   | 33451      | 7       |    |    | [ 13 ]        |         |
| Kaplica Kadetów w Akademii West Point, NY (USA)                    | 1911 | 305   | 375   | 23500      | 4       |    |    | [ 14 ]        |         |
| Katedra św. Szczepana w Pasawie (Niemcy)                           | 1928 | 242   | 348   | 19371      | 5       |    |    | [ 15 ]        |         |
| Pierwszy Kościół Kongregacyjny w Los Angeles, CA (USA)             | 1931 | 230   | 346   | 20417      | 5       |    |    | [ 16 ]        |         |
| Katedra Chrystusa w Garden Grove, CA (USA)                         | 1982 | 230   | 293   | 17106      | 5       | e  | e  | [ 17 ]        |         |
| Katedra w Moguncji (Niemcy)                                        | 2021 | 192   | 264   | 14526      | 4       |    |    | [ 18 ]        |         |
| Katedra w Mediolanie (Włochy)                                      | 1938 | 186   | 255   | 15800      | 5       | e  | e  | [ 19 ] [ 20 ] |         |
| Centrum rozrywki Sala Narodowa w Meksyk (Meksyk)                   | 1958 | 186   | 255   | 15633      | 5       |    |    | [ 21 ]        |         |
| Kościół św. Mateusza w Hanover, PA (USA)                           | 1964 | 185   | 227   | 14341      | 4       | e  | e  | [ 22 ]        |         |
| Kościół św. Bartłomieja w Nowym Jorku, NY (USA)                    | 1971 | 163   | 225   | 12422      | 5       | e  | e  | [ 23 ]        |         |
| Kościół św. Wawrzyńca w Norymberdze (Niemcy)                       | 1879 | 162   | 232   | 12156      | 5       | e  | e  | [ 24 ]        |         |
| Bazylika katedralna w Mesynie (Włochy)                             | 1949 | 160   | 223   | 15700      | 5       | ep | ep | [ 25 ] [ 26 ] |         |
| Bazylika NMP Licheńskiej w Licheniu Starym (Polska)                | 2007 | 157   | 227   | 12323      | 6       | e  | e  | [ 7 ]         | artykuł |
| Kościół Mormon Tabernacle w Salt Lake City, UT (USA)               | 1990 | 155   | 206   | 11623      | 5       |    |    | [ 27 ]        |         |
| Kościół Kalwaryjski w Charlotte, NC (USA)                          | 1990 | 152   | 205   | 11499      | 5       | e  | e  | [ 28 ]        |         |
| Międzynarodowy Kościół Chrystusowy w Bostonie, MA (USA)            | 1952 | 151   | 233   | 13384      | 4       | ep | ep | [ 29 ]        |         |
| Katedra w Paderborn (Niemcy)                                       | 1981 | 151   | 201   |            | 4       | e  | e  | [ 8 ]         |         |
| Kościół przy Riverside w Nowym Jorku, NY (USA)                     | 1980 | 149   | 207   |            | 5       |    |    | [ 30 ]        |         |
| Katedra Kolońska w Kolonii (Niemcy)                                | 1948 | 146   | 200   |            | 4       | e  | e  | [ 9 ]         |         |

### W Polsce
Poniższe zestawienie prezentuje organy wielkie (czyli instrumenty posiadające ponad 60 głosów) w Polsce, które mogą być obsługiwane z jednego stołu gry, niezależnie od tego, czy instrument składa się z jednego czy większej ilości części i niezależnie od rodzaju traktury.
Opis kolumn w tabelach: Miejsce – budynek, w którym znajduje się instrument, Rok – rok, w którym instrument został oddany do użytku po raz pierwszy, Głosy – całkowita ilość głosów, Rzędy – ilość rzędów piszczałek, Manuały – ilość klawiatur ręcznych, TG – rodzaj traktury gry (m – mechaniczna, p – pneumatyczna, e – elektryczna, ep – elektropneumatyczna), TR – rodzaj traktury rejestrowej, Źródła – przypisy bibliograficzne, Uwagi – dodatkowe informacje (link do głównego artykułu, uwagi dotyczące danego wpisu; nie opis).
| Miejsce                                                     | Rok  | Głosy | Rzędy | Piszczałki | Manuały | TG   | TR | Źródła               | Uwagi                                                                        |
| ----------------------------------------------------------- | ---- | ----- | ----- | ---------- | ------- | ---- | -- | -------------------- | ---------------------------------------------------------------------------- |
| Bazylika Najświętszej Maryi Panny Licheńskiej, Licheń Stary | 2005 | 157   |       | 12323      | 4       | e    | e  | [ 7 ] [ 33 ]         | – uwzględniono cały zespół organowy połączony trakturą elektryczną – artykuł |
| Archikatedra św. Jana Chrzciciela, Wrocław                  | 1913 | 151   |       |            | 5       | e    | e  | [ 34 ]               |                                                                              |
| Bazylika jasnogórska, Częstochowa                           | 1956 | 105   |       |            | 4       | ep   | ep | [ 35 ]               |                                                                              |
| Narodowa Orkiestra Symfoniczna Polskiego Radia, Katowice    | 2023 | 105   |       | 7660       | 4, 5    | m, e | e  | [ 36 ] [ 37 ] [ 38 ] | 2211 piszczałek drewnianych, 5449 metalowych                                 |
| Kościół Najświętszego Serca Jezusa, Gdynia                  | 1980 | 102   |       |            | 4       | ep   | ep | [ 39 ]               |                                                                              |
| Bazylika archikatedralna Świętej Rodziny, Częstochowa       | 1949 | 101   |       |            | 4       | p    | p  | [ 40 ]               |                                                                              |
| Bazylika archikatedralna w Gdańsku-Oliwie, Gdańsk           | 1788 | 94    |       |            | 5       | ep   | ep | [ 41 ] [ 42 ]        |                                                                              |
| Filharmonia Bałtycka, Gdańsk                                | 2007 | 91    |       |            | 4       | e    | e  | [ 43 ]               | Zbudowane w 1988 dla katedry w Lozannie, zainstalowane w filharmonii w 2007. |
| Kościół św. Kazimierza, Białystok                           | 1977 | 90    |       |            | 5       | e    | e  | [ 44 ]               |                                                                              |
| Bazylika Bożego Ciała, Kraków                               | 1963 | 83    |       | 5950       | 4       | ep   | e  | [ 45 ]               | – uwzględniono cały zespół organowy połączony trakturą elektryczną – artykuł |
| Kościół Jezuitów, Jastrzębia Góra                           | 1962 | 76    |       |            | 4       | m    | e  | [ 46 ]               |                                                                              |
| Kościół św. Pawła Apostoła, Ruda Śląska                     | 1928 | 75    |       |            | 4       | p    | p  | [ 47 ]               |                                                                              |
| Bazylika mniejsza pw. św. Antoniego Padewskiego, Rybnik     | 1965 | 66    |       |            | 4       | ep   | ep | [ 48 ]               |                                                                              |
| Kościół św. Teresy, Łódź                                    | 1992 | 65    |       |            | 4       | m    | e  | [ 49 ]               |                                                                              |
| Opera i Filharmonia Podlaska, Białystok                     | 2012 | 61    |       | >4000      | 4       | ep   | ep | [ 50 ] [ 51 ]        |                                                                              |
| Bazylika św. Erazma i św. Pankracego, Jelenia Góra          | 1906 | 60    |       |            | 3       | ep   | ep | [ 52 ]               | – artykuł                                                                    |

## Organy z trakturą mechaniczną
Traktura mechaniczna jest najstarszą stosowaną w budownictwie organów. Elementami przekazującymi ruch są w niej zawory mechaniczne, dźwignie, cięgła i wałki. W kolejnych epokach konstruktorzy wdrażali ulepszenia mechaniki systemu przenoszenia ruchu pomiędzy klawiszami oraz przełącznikami rejestrowymi a zaworami regulującymi dostęp powietrza do piszczałek. Traktura mechaniczna zaczęła być wypierana z produkcji przez pneumatyczną w XIX i elektryczną w XX wieku, ale do dziś pozostaje cenioną ze względu na precyzję, trwałość wykonania i walory historyczne.
Poniższe zestawienie prezentuje najstarsze, sprawne (grywalne) instrumenty z całego świata wyposażone w mechaniczną trakturę gry i rejestrów. Niektóre, budowane od połowy XIX wieku instrumenty posiadają mechaniczno-pneumatyczną dźwignię Barkera, która nie wpływa na sposób przenoszenia ruchu, a jedynie na zmniejszenie oporu gry.
Opis kolumn w tabelach: Miejsce – budynek, w którym znajduje się instrument, Rok – rok, w którym instrument został oddany do użytku po raz pierwszy, Głosy – całkowita ilość głosów, Rzędy – ilość rzędów piszczałek, Manuały – ilość klawiatur ręcznych, Źródła – przypisy bibliograficzne, Uwagi – dodatkowe informacje (link do głównego artykułu, uwagi dotyczące danego wpisu; nie opis).
| Miejsce                                                    | Państwo    | Rok  | Ilustracja | Głosy | Rzędy | Piszczałki | Manuały | Źródła               | Uwagi   |
| ---------------------------------------------------------- | ---------- | ---- | ---------- | ----- | ----- | ---------- | ------- | -------------------- | ------- |
| Kościół św. Andrzeja w Ostönnen                            | Niemcy     | 1430 |            | 8     | 12    | 600        | 1       | [ 55 ]               | artykuł |
| Bazylika de Valère w Valais                                | Szwajcaria | 1435 |            | 8     | 10    | 376        | 1       | [ 56 ] [ 57 ]        | artykuł |
| Kościół ewangelicki w Rysum                                | Niemcy     | 1440 |            | 7     |       |            | 1       | [ 58 ] [ 59 ]        | artykuł |
| Kościół NMP w Lorris                                       | Francja    | 1501 |            | 11    | 18    |            | 1       | [ 60 ] [ 61 ]        | artykuł |
| Roskilde Domkirke w Roskilde                               | Dania      | 1554 |            | 33    |       |            | 3       | [ 62 ]               | artykuł |
| Kościół dworski Hofkirche w Innsbrucku                     | Austria    | 1561 |            | 15    | 32    |            | 2       | [ 63 ]               | artykuł |
| Sé de Évora w Évorze                                       | Portugalia | 1562 |            | 9     | 16    |            | 1       | [ 64 ]               | artykuł |
| Kościół Matki Bożej Pocieszenia w Garrovillas de Alconétar | Hiszpania  | 1578 |            | 6     | 14    | 444        | 1       | [ 65 ] [ 66 ]        | artykuł |
| Kościół Świętej Trójcy w Smecznie                          | Czechy     | 1587 |            | 13    |       |            | 1       | [ 67 ]               | artykuł |
| Kościół Świętej Trójcy w Gdańsku                           | Polska     | 1618 |            | 45    |       | 2441       | 3       | [ 68 ] [ 69 ]        | artykuł |
| Kościół farny w Kazimierzu Dolnym                          | Polska     | 1620 |            | 35    |       | 1436       | 2       | [ 70 ] [ 71 ] [ 72 ] | artykuł |
| Bazylika św. Andrzeja w Olkuszu                            | Polska     | 1633 |            | 31    |       |            | 2       | [ 73 ] [ 74 ]        | artykuł |
| Kościół ewangelicki w Štítniku                             | Słowacja   | 1639 |            | 6     |       |            | 1       | [ 75 ]               | artykuł |
| Kościół Świętych Piotra i Pawła w Węgorzewie               | Polska     | 1647 |            | 21    |       |            | 2       | [ 76 ] [ 77 ]        | artykuł |
| Kościół św. Jacka w Słupsku                                | Polska     | 1657 |            | 33    |       | 1604       | 3       | [ 78 ]               | artykuł |
| Kościół św. Jana Chrzciciela w Orawce                      | Polska     | 1670 |            | 9     |       | 450        | 1       | [ 79 ] [ 80 ]        | artykuł |
| Konkatedra w Kamieniu Pomorskim                            | Polska     | 1672 |            | 44    |       |            | 3       | [ 81 ] [ 82 ] [ 83 ] | artykuł |
| Bazylika świętojańska w Toruniu                            | Polska     | 1688 |            | 15    |       |            | 1       | [ 84 ]               | artykuł |
| Kościół św. Marcina w Groningen                            | Holandia   | 1740 |            | 53    | 81    | 3500       | 3       | [ 85 ] [ 86 ]        | artykuł |